# Letovica
Letovica (en serbe cyrillique : Летовица ; en albanais : Letovica) est une localité de Serbie située dans la municipalité de Bujanovac, district de Pčinja. En 2002, elle comptait 1 126 habitants, dont 1 115 Albanais (99,02 %).
En septembre 2011, l'assemblée des députés albanais de Preševo, Bujanovac et Medveđa a incité les Albanais de Serbie à boycotter le recensement prévu pour le mois d'octobre de cette année-là ; de ce fait, aucun chiffre de population n'a été communiqué pour les localités de la municipalité de Bujanovac.

## Démographie
| 1948 | 1953 | 1961  | 1971  | 1981  | 1991 | 2002  |
| ---- | ---- | ----- | ----- | ----- | ---- | ----- |
| 984  | 946  | 1 072 | 1 074 | 1 047 | 902  | 1 126 |

|  |

En 2012, la population de Letovica était estimée à 1 073 habitants.